# FC Santa Coloma
FC Santa Coloma is een Andorrese voetbalclub uit het dorp Santa Coloma. De hoofdsponsor van de club is sinds 2015 Don Denis. De club is tot op heden 13 keer landskampioen geworden en is daarmee de meest succesvolle Andorrese club ooit.

## Eindklasseringen vanaf 1995
| 1 |

| 3 |

| 4 |

| 2 |

| 2 |

| 2 |

| 1 |

| 3 |

| 1 |

| 1 |

| 3 |

| 3 |

| 2 |

| 1 |

| 2 |

| 1 |

| 1 |

| 2 |

| 2 |

| 1 |

| 1 |

| 1 |

| 1 |

| 1 |

| 1 |

| 2 |

| 3 |

| 5 |

| 3 |

| 4 |

| 3 |

| Primera Divisió | Segona Divisió |

## In Europa
FC Santa Coloma speelt sinds 2001 in diverse Europese competities. Hieronder staan de competities en in welke seizoenen de club deelnam:
- Champions League (9x)

2008/09, 2010/11, 2011/12, 2014/15, 2015/16, 2016/17, 2017/18, 2018/19, 2019/20
- Europa League (6x)

2009/10, 2012/13, 2013/14, 2018/19, 2019/20, 2020/21
- Conference League (3x)

2021/22, 2023/24, 2025/26
- UEFA Cup (4x)

2001/02, 2003/04, 2004/05, 2007/08
Zie ook
- Deelnemers UEFA-toernooien Andorra
- Ranglijst van alle clubs die in de diverse Europa Cups zijn uitgekomen

## Bekende (ex-)spelers
- Ildefons Lima
- Jesús Lucendo
- Joan Capdevila

Atlètic Club d'Escaldes ·
CE Carroi ·
CF Esperança d'Andorra ·
FC Santa Coloma ·
Inter Club d'Escaldes ·
FC Ordino ·  
FC Pas de la Casa ·
Penya Encarnada d'Andorra ·
FC Rànger's ·
UE Santa Coloma
CF Atlètic Amèrica ·
Atlètic Amèrica II ·
FC Santa Coloma-II ·
FS La Massana ·
UE Santa Coloma-II